# Коломійченко Олімпіада Іванівна
Коломійченко Олімпіада Іванівна (нар. 7 листопада 1917, Березівка, Березівський район, Одеська область — пом. 1993) — українська науковиця в галузі бібліографознавства, бібліотекознавства. Кандидат історичних наук (1966), доцент кафедри бібліографії (1968) Харківського державного інституту культури.

## Біографія
Олімпіада Іванівна Коломійченко народилася 7 листопада 1917 р. в селищі Березівка Березівського району Одеської області в сім'ї селянина-середняка. Після закінчення у 1932 р. семирічної школи розпочала свою трудову діяльність як діловод в управлінні залізничної дороги в м. Артемівськ (нині — Бахмут). З травня 1933 року по червень 1936 р. працювала бібліотекарем клубної бібліотеки в м. Сталіно (нині — Донецьк). У 1936 році вступила до Харківського державного бібліотечного інституту на факультет бібліотекознавства, який закінчила в 1940 році. За відмінне навчання дирекцією інституту була зарахована до аспірантури за спеціальністю «Бібліографія суспільно-політичної літератури». Провчилася перший курс, здала кандидатський мінімум з філософії та спеціальної бібліографії, але через німецько-радянську війну навчання в аспірантурі було перервано. У вересні 1941 р. разом з родиною Олімпіада Іванівна евакуювалася до ст. Тюмень-Арик Казахської РСР. Повернулася до Харкова після його звільнення.
У Харківському державному бібліотечному інституті Олімпіада Іванівна почала працювати з 1950 р. спочатку на посаді штатного викладача кафедри бібліографії, з 1 квітня 1952 р. — на посаді старшого викладача цієї кафедри; з 1 вересня 1961 р. — на посаді старшого викладача кафедри бібліографії суспільно-політичної літератури.
У жовтні 1951 р. взяла участь в теоретичній конференції бібліотек України, де виступила з доповіддю «Методика проведення бібліографічного огляду суспільно-політичної літератури». Велике значення приділяла роботі зі студентством, організовувала масові заходи, проводила виховну роботу в академічних групах.
2 липня 1966 р. згідно наказу Міністерства культури УРСР № 863 Олімпіаду Іванівну обрано на посаду проректора Харківського державного інституту культури по учбовій роботі, яку обіймала по 1973 р. З 1973 р. виконувала обов'язки завідувачки кафедри дитячої літератури та бібліотечної роботи з дітьми до обрання її за конкурсом 21 лютого 1974 р. У 1974 р. як завідувач кафедри брала участь у виїзному семінарі, організованому Міністерством вищої і середньої спеціальної освіти в Києві. У зв'язку з переходом на пенсію була звільнена 3 червня 1980 р.

## Наукова діяльність
Олімпіада Іванівна була яскравим представником Харківської бібліотечної науково-освітньої школи, входила в кагорту науковців, які започаткували діяльність наукового об'єднання. Результати наукових досліджень активно публікувала в збірнику ХДІК «Ученые записки» (1959—1960), в науково-методичному збірнику «Бібліотекознавство та бібліографія». Вивчала бібліографію видань творів основоположників марксизму-ленінізму в Україні, а також значення й функціонування радянської книги в цілому в країні.
У 1966 році захистила кандидатську дисертацію на тему: «Издание и распространение произведений основоположников марксизма-ленинизма на Украине (1917—1920 гг.)».

## Відзнаки
- 1945 — нагороджено медаллю «За доблесну працю у Великій Вітчизняній війні».
- 1977 — відповідно до наказу Міністерства культури УРСР від 10 жовтня 1977 р. № 1490 за активну роботу по підготовці висококваліфікованих бібліотечних фахівців та з нагоди 60-річчя від дня народження нагороджена цінним подарунком (іменним годинником).
- 1978 — нагороджено медаллю «Ветеран праці».
- 1979 — нагороджено Почесною грамотою Міністерства культури УРСР і Республіканського комітету профспілки працівників культури.